# Fresia (mapuche)
La existencia de Fresia, principal esposa de Caupolicán —así como la de Guacolda, mujer de Lautaro—, es materia de discusión, puesto que solo aparece en el poema épico La Araucana, escrito por Alonso de Ercilla y Zúñiga (1533-1594) durante su estadía en Chile y publicado en Madrid en tres partes (1569, 1578 y 1589). Posteriormente es planteada su existencia en otra obra literaria, el poema Arauco Domado de Pedro de Oña en 1596. 
Fresia también fue denominada Güeden o Paca por otros autores. Uno de sus hijos fue Lemucaguin, también llamado Caupolicán el Joven.
Según Ercilla, en el contexto de la primera fase de la Guerra de Arauco entre españoles y mapuches, Fresia hace su aparición en el momento en que Caupolicán es capturado por las tropas españolas en el combate de Antihuala (5 de febrero de 1558). Al verlo así, derrotado, siendo conducido por un piquete al fuerte de Tucapel, Fresia, presa de la ira, le habría enrostrado el haberse dejado capturar vivo, le habría arañado el rostro dando alaridos de rabia y, finalmente, en un ataque de furia, habría arrojado el hijo de un año de ambos: 

Toma, toma a tu hijo, que era el nudo
con que el lícito amor me había ligado;
que el sensible dolor y golpe agudo
estos fértiles pechos han secado:
críale tú, que ese cuerpo membrudo
en sexo de hembra se ha trocado;
que yo no quiero título de madre
del hijo infame del infame padre.
La Araucana 

Ningún cronista de la época, al referir la derrota y captura de Caupolicán, relata estos hechos, lo que reafirmaría la sospecha de que la mapuche Fresia sólo se deba al ingenio y la pluma de Ercilla.
La historia será repetida en la obra dramática de Lope de Vega, hecha en base al poema Arauco Domado de Pedro de Oña, donde Fresia exclama en la misma situación:

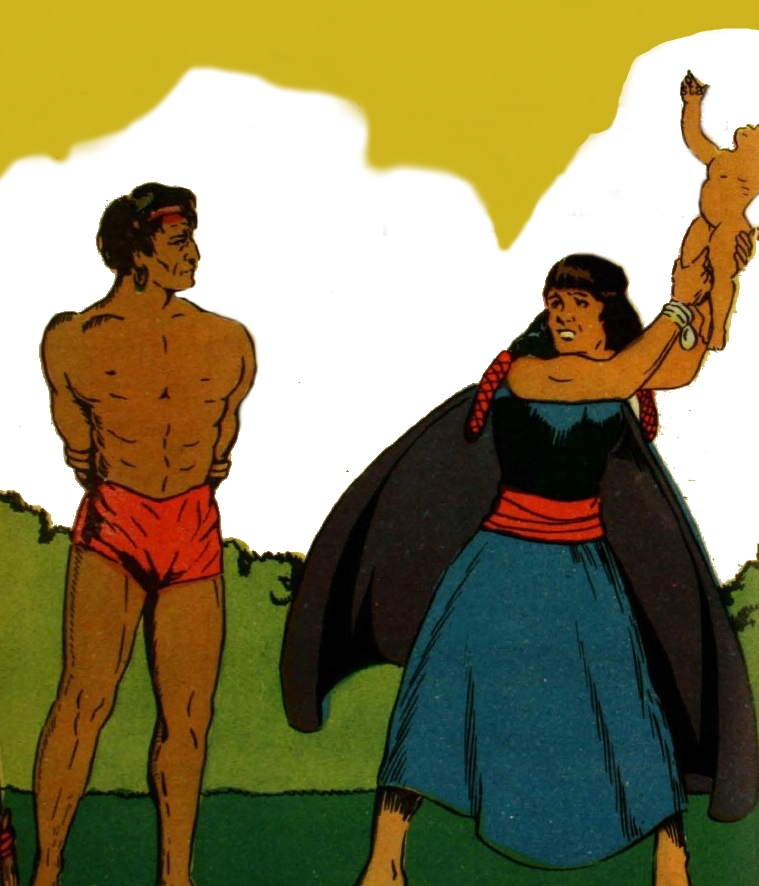
Fresia arroja su hijo a Caupolicán.

¡Cobarde marido mío,
que el valor de Chile afrentas!
tú, que prenderte dejaste,
pudiendo morir sin ella (...)
¡tan afrentada estoy que mi marido seas,
que este hijo que de ti
entre mis brazos me queda,
por no tener de un cobarde
a mis ojos tan vil prenda
lo estrello en estos peñascos!
Arauco Domado de Lope de Vega

A pesar de que su existencia sea puesta en duda y de que, probablemente, se trate de un personaje de una obra literaria, Fresia se ha convertido en parte de los elementos que constituyen, a la vez, las identidades mapuche y chilena.